# الزيتاوي
الزيتاوي هي القبيلة العربية التي هاجرت من مكة إلى المغرب، وانتقلت بعد ذلك إلى غزة وإلى القدس في وقت لاحق لتسوية نهائية في قرية صغيرة في جماعين ما يقرب من 500 عاما مضت. ويعتقد أن قبيلة الزيتاوي هم أحفاد محمد الزيتاوي وهي قبيلة تتكون من 8 فروع أصغر آل زغب، آل حمد آل الشرع، آل خليل، والشيخ صالح، وعبد الجليل، الشيخ أحمد، وآل عيسى. ويبلغ عدد الأفراد النازحين منذ الهجرة حوالي 2500.
ضريح الشيخ عبد الحق بن الزيتاوي (الجد من قبيلة آل الزيتاوي) يقف في وسط المدينة كمكان مقدس في جماعين والشيخ عبد الحق يعامل باعتباره والي (الأب الأكبر).
يوجد عائلات أخرى بنفس الاسم بالأردن وسوريا وحتى بفلسطيين بمناطق مختلفة ولا يعرف إذا كان الاصل واحد إذ ان بلاد الشام كانت أرض واحدة وربما يكون الاسم جاء بناءً على ارتباطهم بالأرض وشجر الزيتون.